# Richard W. Sonnenfeldt
Richard Wolfgang Sonnenfeldt (* 3. Juli 1923 in Berlin; † 9. Oktober 2009 in Port Washington, New York) war ein US-amerikanischer Ingenieur und Autor. Sonnenfeldt war 1945 und 1946 der Chefdolmetscher der amerikanischen Anklage in den Nürnberger Prozessen. Als Elektroingenieur war er wesentlich an der Entwicklung des Farbfernsehens beteiligt.

## Leben
Richard Sonnenfeldt war ein Sohn des Ärzte-Ehepaares Walter und Gertrud Sonnenfeldt. Er wuchs bis 1938 in Gardelegen in der Altmark auf. Im August 1938 wurde er vor der deutschen Judenverfolgung gemeinsam mit seinem Bruder Helmut Sonnenfeldt auf dem englischen Internat der New Herrlingen/Bunce Court School von Anna Essinger in Sicherheit gebracht. Als deutscher Staatsangehöriger wurde Sonnenfeldt nach Kriegsausbruch 1939 im Vereinigten Königreich interniert und in ein Internierungslager nach Australien transportiert. Das Schiff wurde bei der 37-tägigen Überfahrt von einem deutschen Unterseeboot angegriffen. 1940 sollte er zurück nach Großbritannien, migrierte dann aber von Bombay aus 1941 in die Vereinigten Staaten. Er trat freiwillig in die US Army ein, in der er im Zweiten Weltkrieg verschiedene Positionen bekleidete und schließlich an der Befreiung des Konzentrationslagers Dachau beteiligt war.
1945 wurde Sonnenfeldt – mit erst 22 Jahren – auf Grund seiner hervorragenden Sprachkenntnisse durch den OSS als Dolmetscher für die Anklage beim Nürnberger Prozess gegen die Hauptkriegsverbrecher rekrutiert.
Anschließend an seine Tätigkeit bei den Nürnberger Prozessen kehrte Sonnenfeldt, der die US-amerikanische Staatsbürgerschaft angenommen hatte, in die Vereinigten Staaten zurück, wo er an der Johns-Hopkins-Universität Ingenieurwesen studierte und 1949 seinen Abschluss machte.

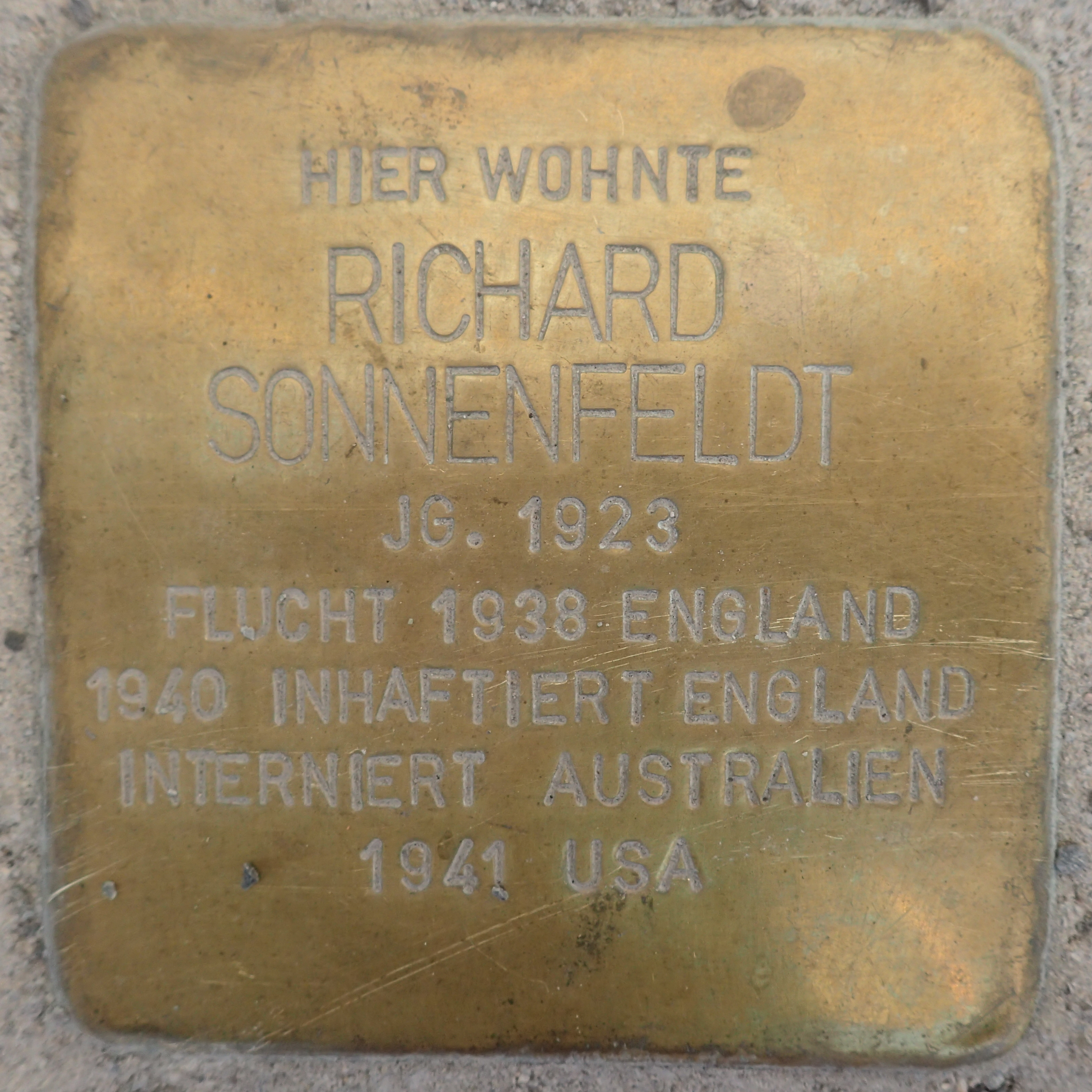
Stolperstein für Richard Sonnenfeldt in Gardelegen

Als Elektroingenieur war Richard Sonnenfeldt an der Entwicklung des Farbfernsehens und an der Vorbereitung der ersten Mondlandung durch die NASA beteiligt.
In seiner späteren Karriere arbeitete Sonnenfeldt im Management. Er war ein leitender Angestellter der Radio Corporation of America (RCA) und Executive Vice President der National Broadcasting Company (NBC).

## Autobiografie
- Mehr als ein Leben. Vom jüdischen Flüchtlingsjungen zum Chefdolmetscher der Anklage bei den Nürnberger Prozessen Scherz, Bern 2003, ISBN 3-502-18680-4